# Вальтер Варлімонт
Вальтер Варлімонт (нім. Walter Warlimont; 3 жовтня 1894, Оснабрюкк — 9 жовтня 1976, Кройт) — німецький військовий діяч, генерал артилерії вермахту (1 квітня 1944), заступник начальника штабу оперативного керівництва в ОКВ (1939—1944). Кавалер Лицарського хрест Хреста Воєнних заслуг з мечами.

## Біографія
18 лютого 1913 року закінчив вище училище і був прийнятий фанен-юнкером в 10-й полк піхотної артилерії Нижньої Саксонії. З серпня 1913 по травень 1914 року проходив навчання у військовій академії в Данцигу.

### Участь у Першій світовій війні
19 червня 1914 року в званні лейтенанта прикомандирований до 10-го полку піхотної артилерії. Був офіцером батареї, ад'ютантом і командиром батареї в Італії. У 1918 році — лейтенант у складі Корпусу Меркера.

### Між двома війнами
У 1922 році переведений в рейхсвер в Мінден. Був тимчасово відряджений на навчання в Генеральний штаб. У 1926 році у місяці жив і навчався мови у Великій Британії, восени того ж року підвищений до гауптмана і призначений в Генеральний штаб на посаду другого помічника начальника Генерального штабу, потім в економічний відділ міністерства оборони і тимчасово до відділу розвідки (іноземні армії). У травні 1929 року був відряджений в США, для вивчення питань мобілізації.
З 1929 по 1933 рік — командир батареї 1-го артилерійського полку в Алленштайні, потім підвищений до майора і переведений до відділу мобілізації промисловості в міністерстві оборони. З 1935 року керує економічним відділом в управлінні озброєнь. У 1936 році був представником вермахту при генералові Франсіско Франко в Іспанії. У 1937 році, будучи оберстом одного з управлінь Військового міністерства, Варлімонт розробив і підготував план реорганізації збройних сил Німеччини, який привернув увагу Гітлера. Проект Варлімонта був узятий за основу при створенні в 1938 році нової структури армії і вищого військового командування.
1 липня 1938 року призначений начальником Відділу оборони країни — найважливішого підрозділу штабу оперативного керівництва Верховного командування вермахту (ОКВ). З 10 листопада 1938 по 23 серпня 1939 року одночасно виконував обов'язки начальника штабу оперативного керівництва замість переведеного на стройовий пост генерала Йодля.

### Друга світова війна
8 серпня 1940 року Гітлер доручив генералу Йодлю і його підлеглому Варлімонту розробку плану «Ауфбау Ост» (секретне перекидання військ до кордонів Радянського Союзу). 6 грудня того ж року, їм було доручено видання директиви про введення в дію розробленого ОКГ плану війни проти СРСР. В обов'язки відділу входили всі питання ведення війни, узгодження пропагандистських заходів, співпраця збройних сил з цивільними установами. Крім того, відділ повинен був брати участь в розробці директив фюрера вищим державним органам. Варлімонт — один з головних розробників «Директиви 21», що мала кодову назву «Фріц», а потім — «Барбаросса». 1 квітня 1942 року, залишаючись начальником відділу, став одночасно заступником начальника штабу оперативного керівництва ОКВ.
У 2-й половині 1944 року, після замаху на Гітлера і наступної чистки в армії, знятий з займаних посад. У травні 1945 року заарештований союзниками. На процесі Американського військового трибуналу у справі вищого командування вермахту 27 жовтня 1948 року засуджений до довічного ув'язнення. У 1954 році звільнений.

## Нагороди
- Залізний хрест 2-го і 1-го класу
- Почесний хрест ветерана війни з мечами
- Медаль «За вислугу років у Вермахті» 4-го, 3-го, 2-го і 1-го класу (25 років)
- Медаль «За Іспанську кампанію» (Іспанія)
- Іспанський хрест в бронзі з мечами (1939)
- Застібка до Залізного хреста 2-го і 1-го класу
- Хрест Воєнних заслуг 2-го і 1-го класу з мечами
- Орден Хреста Свободи 1-го класу з мечами (Фінляндія) (25 березня 1942)
- Орден Михая Хороброго 3-го класу (Румунія) (23 грудня 1942)
- Нагрудний знак «За поранення 20 липня 1944» в чорному (2 вересня 1944)
- Лицарський хрест Хреста Воєнних заслуг з мечами (1 лютого 1945)